# Maremme
Ne doit pas être confondu avec Maresme ou Maremne.

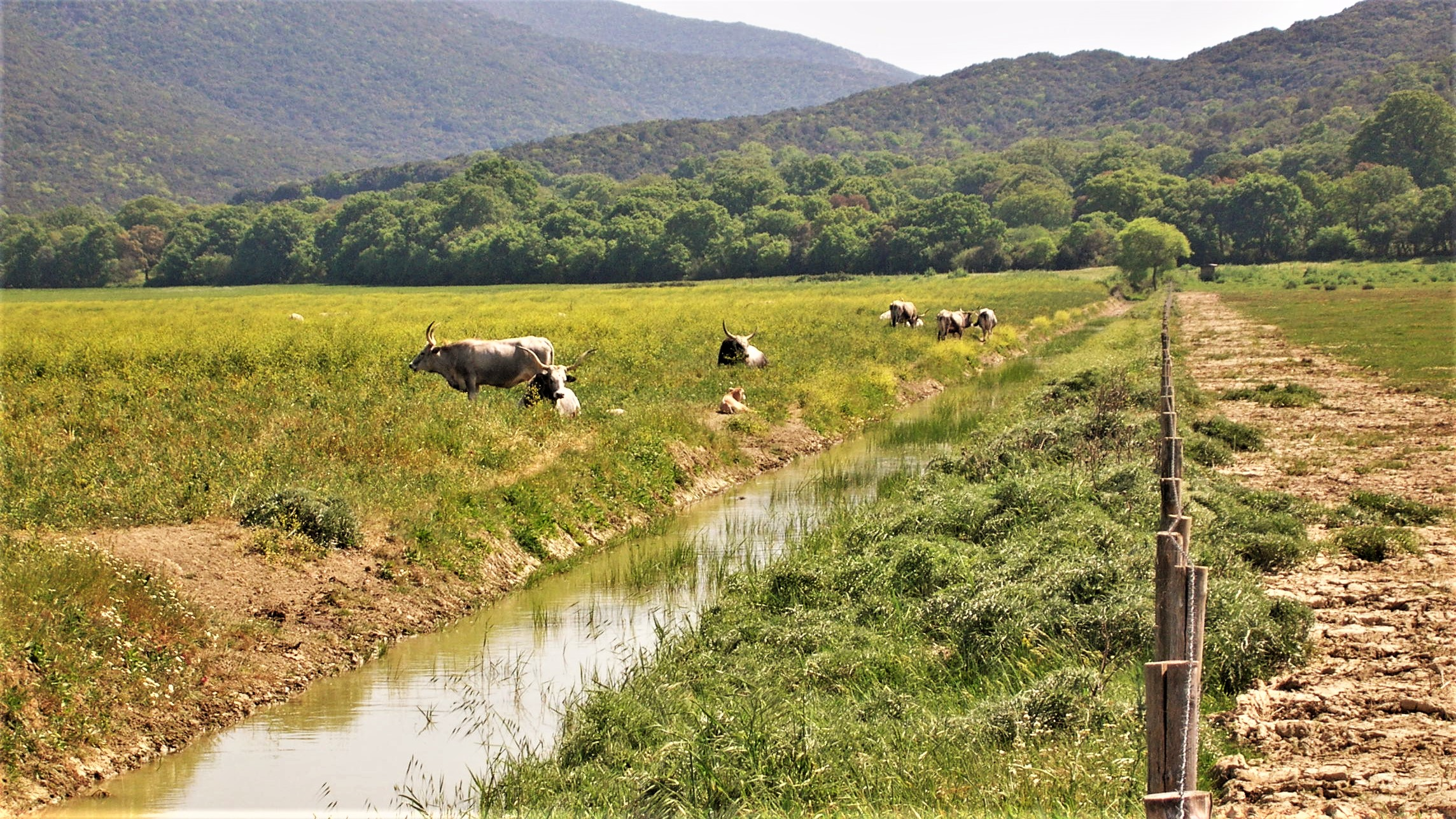
La Maremme

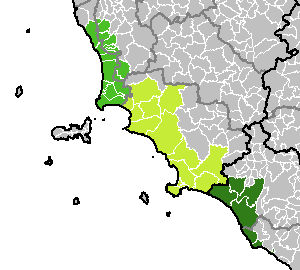
Carte de la Maremme

La Maremme est une entité géographique située en Toscane et au Latium (Italie centrale), au bord de la mer Tyrrhénienne. La ville principale est Grosseto. Son nom a pour origine l'adjectif latin maritima et la principale caractéristique de la région fut longtemps son caractère marécageux et donc insalubre,.
Les Italiens distinguent :
- Maremma livornese ou  Maremma pisana
- Maremma grossetana ou simplement Maremma (région de Grosseto)
- Maremma laziale (de la région administrative du Latium).

## Les limites de la Maremme
Dante (Inf. XIII, 7) situait les limites de la Maremme entre Cecina et Corneto.
quelle fiere selvagge che 'n odio hanno
ces bêtes sauvages qui haïssent,
Les collines de l'intérieur, couvertes de forêts denses, sont traversées par deux voies romaines, la Via Cassia et la Via Francigena.
Avant les établissements du duché de Castro au Moyen Âge, la Maremme a connu la présence des Romains, des Étrusques, et on y a retrouvé d'importants témoignages de la présence humaine à l'époque préhistorique.
La côte de Monte Argentario est bordée de ruines de tours de guet érigées par Sienne, à une époque où les pirates et les Sarrasins pillaient régulièrement la région. Au milieu XVIe siècle, la Maremme est rattachée au grand-duché de Toscane, après avoir été l'objet de luttes entre les villes de Sienne et Pise et d'aristocrates comme la famille Aldobrandeschi.

## Les bovins de la Maremme et les Butteri
Dans la Maremme, les vaches de Maremme et les Butteri, les cow-boys italiens traditionnels, jouent un rôle central dans la culture et l'agriculture locales. Les vaches de Maremme, connues pour leurs longues cornes et leur robuste constitution, paissent dans les vastes plaines de la Maremme. Ces bovins semi-sauvages sont gardés par les Butteri, dont les traditions remontent à l'Antiquité. Les Butteri sont réputés pour leurs compétences exceptionnelles en équitation et leur profonde compréhension de l'élevage. Un événement historique qui met en évidence les compétences des Butteri est leur victoire dans un concours amical contre Buffalo Bill et ses cow-boys en 1890, démontrant les capacités supérieures des Butteri dans la gestion du bétail. Cette tradition vivante souligne le lien profond de la région avec son histoire agricole et contribue à la préservation du patrimoine culturel de la Maremme.

## La Maremmeamère
À l'instar de la culture savante de Dante, la culture populaire a également fait, à travers la chanson populaire, un portrait, bien différent, de la Maremme de la malaria, du travail saisonnier sous-payé, des privations et des souffrances qui caractérisaient la vie dans ces contrées jusqu'à une époque assez récente.
C’est cela que les strophes de « Maremma amara » (ci-dessous), chantent lentement, de la même manière que tout était lent dans la Maremme : l’eau stagnante, avec ses moustiques anophèles, le progrès social, la lutte contre le brigandage ou contre l'analphabétisme.
Le chant de la Maremme 
Tutti mi dicon Maremma Maremma - Tous me disent Maremma Maremma,

ma a me mi pare 'na Maremma amara - mais elle me semble si amère.
L'uccello che ci va, perde la penna - l'oiseau qui s'y rend perd ses plumes 

io c'ho perduto 'na persona cara - moi, j'y ai perdu une personne chère.
Sia maledetta Maremma Maremma,

sia maledetta Maremma e chi l'ama - soit maudite Maremma et tous ceux qui l'aiment.
Sempre mi trema 'l cor, quando ci vai, - mon cœur tremble quand tu t'y rends, 

### Contexte
Sous l'Empire romain, la Maremme est considérée comme un véritable grenier, grâce à ses terres fertiles. Mais avec sa disparition, les canaux et les rivières ne sont plus entretenus, transformant la région en zone marécageuse. Outre l'air malsain, les brigands sont légion, cachés dans la végétation, si bien que les voyageurs du « Grand Tour » de passage en Italie contournaient la Maremme. Au XVIIIe siècle, son assainissement commence, grâce à la plantation de pins et le comblement des marais ; il se termine sous l'Italie fasciste.
Jusqu'au Risorgimento, les grands propriétaires de la Maremme migraient lors de la saison chaude des plaines à d'autres résidences sur les collines ou plus reculées dans les terres.

### Les travaux desXVIIIe–XXesiècles
Une des principales œuvres de Ferdinand III, grand-duc de Toscane, fut l'assainissement de la Maremme ; il s'y rendait fréquemment pour voir l'avancement des travaux et les activer, mais son noble zèle et sa très louable préoccupation devaient lui être fatals.
Au cours du mois de juin 1824, en revenant justement de l'une de ses tournées dans la Maremme, il ressentit les premiers symptômes d'une fièvre qui ne le quitta plus pendant le reste de sa vie.
Ferdinand fut contraint de s'aliter, et les plus grands médecins furent aussitôt à son chevet pour l'arracher à la mort, par tous les moyens que suggérait l'art médical de l'époque. Tous ces efforts se révélèrent cependant inutiles, le mal fut plus fort que les hommes de science.
Le fils de Ferdinand III, Léopold II lui succéda et se laissa séduire  par cette entreprise. Il entendait ainsi rivaliser avec son grand-père Pierre Léopold (1747-1792) et avec son père qui avaient assaini le Val di Chiana et avaient, déjà, tenté d’assainir la Maremme.
L’assainissement de la Maremme, vu la grande extension du territoire concerné, était une entreprise digne des anciens Romains et non de petits États comme le grand duché de Toscane.
La partie qu’il s’agissait d’assainir était celle qui borde la mer, depuis l’embouchure de la Cecina jusqu’à la frontière des États pontificaux. Les avantages de cette opération auraient été incalculables, car elle aurait transformé ces immenses étendues d’eau saumâtre en terrains cultivables.
Le comte Fossombroni, conseiller des souverains, avait imaginé d’assainir la Maremme depuis 1804 et avait déclaré ouvertement cette intention dans divers écrits.
Il pensait construire des canaux, des routes et un port, en se faisant aider par des citoyens « volontaires » pour transformer en peu de temps toute cette région en richesse du royaume. Ceux qui auraient voulu s’investir dans cette entreprise étaient exemptés des diverses taxes, octrois aux portes des villes, droits de douane et péages.
Ce qui enthousiasma les Toscans, ce fut en 1780 l’assainissement du domaine de Bolgheri appartenant au comte Camille de la Gherardesca. Ce domaine se trouvait à 70 kilomètres environ de Pise et à sept kilomètres de la mer, sur la rive gauche de la Cecina. Pour libérer ce vaste domaine des eaux stagnantes et boueuses qui rendaient le terrain improductif et l’air pestilentiel, le Père Ximenes, mathématicien, suggéra au comte de la Gherardesca l'ouverture de ce large fossé, nommé Camilla d’après le nom du propriétaire, qui provoqua aussitôt l’assèchement des terres situées entre Bolgheri, Bibbona et la mer.
Fort de ces précédents, de l’exemple de son aïeul, des incitations de Fossombroni et des bonnes dispositions de son âme, Léopold II émit le 27 novembre 1828 l'édit pour l’assainissement de la Maremme aux frais de l’État.
Les travaux commencèrent à la fin de l’année 1829 et employèrent environ cinquante mille ouvriers venus de toutes les régions de la Toscane, d’autres États italiens et même de l’étranger, sous la direction du chevalier Alessandro Manetti, qui était aux ordres directs du grand duc.
Le fils du comte Camille, Guido de la Gherardesca, voulut avec les années continuer l’œuvre d’assainissement de son père ; mais les avis discordants des ingénieurs, des experts et des hydrauliciens, le forcèrent à  suspendre l'exécution de son projet.
Pourtant ce qui semblait impossible à tant d’hommes de science et d’ingénieurs de cette époque, fut réalisé facilement, sans tapage et sans arrogance, par un homme obscur et modeste, qui jamais de sa vie n’avait étudié l’hydraulique ou les sciences de l’ingénieur. Cet homme était le régisseur de Bolgheri, Giuseppe Mazzanti, qui dépourvu de théorie, mais riche des lumières de l’expérience, par l’observation qu’il avait faite du mouvement naturel des eaux pendant les pluies, combla le canal dit Seggio Vecchio et en creusa un autre, dit Seggio Nuovo, grâce auquel les immenses terrains marécageux devinrent les plus fertiles.
Le 26 avril 1830 fut le jour décisif : le nouveau canal ayant été achevé, les eaux de l'Ombrone arrivèrent très rapidement dans le marais bonifiant tout le territoire environnant.
Le grand duc récompensa Mazzanti d’une médaille d’or et le comte de la Gherardesca fut justement rémunéré pour son service.

## La Maremme aujourd'hui
La malaria a été éliminée, grâce à l'assainissement, et les latifundia extirpés  par la réforme agraire, la création de l'établissement public de la Maremme et l'affectation des terres. Aujourd'hui, la Maremme apparaît encore sous sa nature de terre rude, aux contrastes forts, aux couleurs fascinantes.
Au sud-ouest de la Toscane, cette Camargue italienne a été longtemps une terre d'éleveurs à cheval. Il n'en reste plus qu'une poignée.

Les butteri sont désormais les gardiens de la race équine Maremmeno qui ne sert pratiquement plus à suivre les troupeaux, mais est employée pour le sport et pour l’hippothérapie, et dans les nombreuses structures agrotouristiques construites dans la région.
Les territoires protégés, dont les plus importants sont le parc naturel de la Maremme, créé en 1975, et le Parco Archeologico Ambientale di Vulci ont permis de maintenir presque intact l'environnement, et donc la flore et la faune préexistantes.
Le bétail caractéristique de cette région, de race maremmana, a été amélioré et sélectionné pour la production de viande.